# 山中雪人
山中 雪人（やまなか ゆきと、1920年2月12日 - 2003年6月5日）は、広島県出身の日本画家。宗教画を得意とする。日本美術院同人。元広島市立大学教授。妻は日本画家の水谷愛子。

## 経歴
1920年2月12日広島市台屋町（現在の南区京橋町）の浄土真宗寺院の家に生まれる。1937年に広島崇徳中学校を卒業後、川端画学校で学び、翌1938年に東京美術学校日本画科へ入学し、結城素明や川﨑小虎らの指導を受ける。1941年には結城素明の主宰する大日美術院第4回展覧会では「花屋」が、翌1942年の第5回展覧会では「T先生」が入選する。同年、東京美術学校を繰り上げ卒業し、1946年まで軍籍に身を置くことになる。1944年に中国漢口（現在の湖北省武漢市）の部隊に配属される。1946年に復員し、翌1947年より広島実践高等女学校の教職につくが、1948年に上京し横浜市立蒔田中学校で勤務する。

1949年には終戦直後の広島市で開かれたデッサンの勉強会で知り合った日本画家の水谷愛子と結婚する。同年、大智勝観の紹介により中島清之に師事する。1951年には月岡栄貴の紹介で前田青邨に師事する。1956年第41回院展に「海光」が初入選する。

1970年にインドネシアのボロブドゥール遺跡で大きな感銘を受けて以降は、アジア各地の仏跡を遍歴し、画想の源としていくことになる。1980年に愛知県立芸術大学非常勤講師となり、法隆寺壁画模写の指導を行う。1983年第68回院展に「佛」（奨励賞）、1984年第69回院展に「雲岡石佛」（日本美術院賞・大観賞）、1985年第70回院展に「佛陀伝想」（同賞）、1986年第71回院展に「雲岡佛」（同賞）、1987年第72回院展に「釈迦三尊」を出品する。また、1985年に第4回前田青邨賞を受けている。1984年から3年連続院展受賞という業績により、1986年11月4日に日本美術院同人に推挙される。

1992年第77回院展に「釈迦と弟子」を出品し、文部大臣賞を受賞する。翌1993年には故郷広島で新しく開校する広島市立大学芸術学部日本画家主任教授として2000年まで奉職する。1997年第82回院展に出品した「架檐（十字架を担うキリスト）」で内閣総理大臣賞を受賞する。1998年に第55回中国文化賞、1999年第48回横浜文化賞を受賞。2003年6月5日午前0時30分、肺癌のため横浜市内の病院で死去。享年83歳。

没後の2005年には呉市立美術館で「山中雪人・水谷愛子二人展」が開催された。

## 画風
鉄線描風のシャープな線描と壮麗なマティエールによって、釈迦やキリストをテーマにした尊厳と気品に満ちた宗教画を描き続けた。